# Diplocephalus turcicus
Diplocephalus turcicus là một loài nhện trong họ Linyphiidae.
Loài này thuộc chi Diplocephalus. Diplocephalus turcicus được Paolo Marcello Brignoli miêu tả năm 1972.